# Parkstadion
El Parkstadion fue un estadio multiusos ubicado en la ciudad de Gelsenkirchen en el estado de Renania del Norte-Westfalia al oeste de Alemania. El estadio fue construido con motivo de la Copa Mundial de Fútbol de 1974 que se celebraría aquel año en Alemania Federal, el estadio se inauguró en 1973 con un partido entre el FC Schalke 04 y el Feyenoord.
Fue el estadio del FC Schalke 04 hasta mayo de 2001, antes de que el Arena AufSchalke, recién construido y adyacente, abriera en julio del mismo año.
El estadio fue parcialmente demolido para construir canchas anexas para el Arena y complejos comerciales.

## Eventos

### Copa Mundial de Fútbol de 1974
El estadio albergó cinco partidos de la Copa Mundial de Fútbol de 1974.
| Fecha               | Selección #1         | Resultado | Selección #2         | Ronda                 | Espectadores |
| ------------------- | -------------------- | --------- | -------------------- | --------------------- | ------------ |
| 18 de junio de 1974 | Yugoslavia           | 9–0       | Zaire                | Primera fase, Grupo 2 | 31.700       |
| 22 de junio de 1974 | Zaire                | 0–3       | Brasil               | Primera fase, Grupo 2 | 36.200       |
| 26 de junio de 1974 | Países Bajos         | 4–0       | Argentina            | Segunda fase, Grupo A | 56.548       |
| 30 de junio de 1974 | Alemania Democrática | 0–2       | Países Bajos         | Segunda fase, Grupo A | 68.148       |
| 3 de julio de 1974  | Argentina            | 1–1       | Alemania Democrática | Segunda fase, Grupo A | 53.054       |

### Eurocopa 1988
El estadio albergó dos partidos de la Eurocopa 1988.
| Fecha               | Selección #1     | Resultado | Selección #2 | Ronda                 | Espectadores |
| ------------------- | ---------------- | --------- | ------------ | --------------------- | ------------ |
| 14 de junio de 1974 | Alemania Federal | 2–0       | Dinamarca    | Primera fase, Grupo A | 64.812       |
| 18 de junio de 1974 | Irlanda          | 0–0       | Países Bajos | Primera fase, Grupo B | 70.800       |

## Imágenes

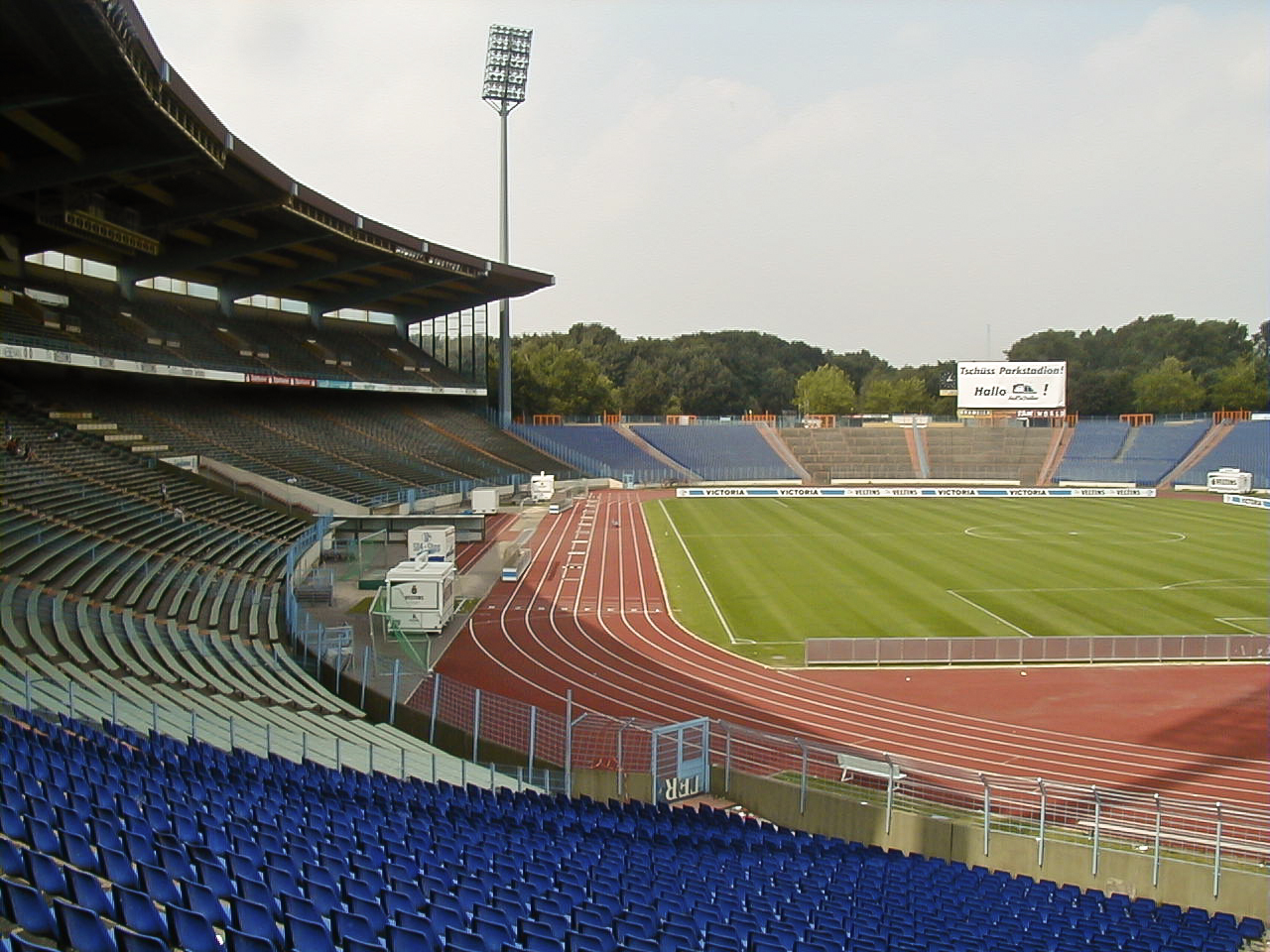
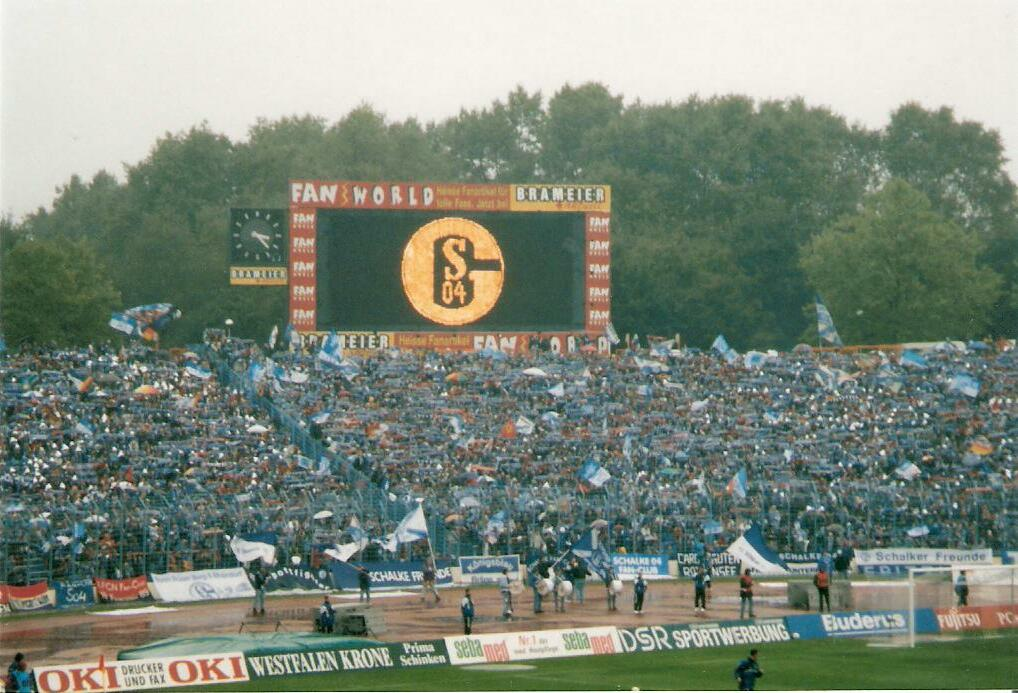
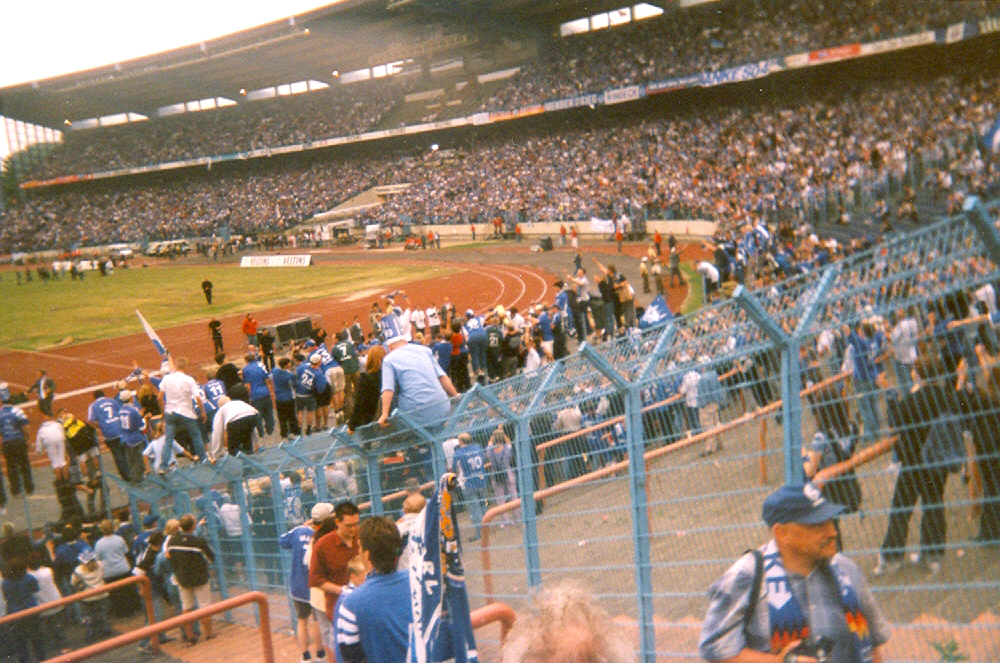